# Red Eagle (film 1911)
Red Eagle è un cortometraggio muto del 1911 diretto da Larry Trimble (Laurence Trimble).

## Produzione
Il film fu prodotto dalla Vitagraph Company of America.

## Distribuzione
Distribuito dalla General Film Company, il film - un cortometraggio in una bobina - uscì nelle sale cinematografiche statunitensi l'11 marzo 1911.